# Alliance of European Hockey Clubs
Die Alliance of European Hockey Clubs (E.H.C.) ist die Interessenvertretung der europäischen Eishockeyclubs. Sie wurde am 13. Juni 2016 in Berlin gegründet.
Ziele der A.E.H.C. sind die Repräsentation der Interessen der Clubs im internationalen Verband IIHF, die Stärkung der Position der europäischen Clubs gegenüber der nordamerikanischen NHL und die Sicherung einer finanziellen Stabilität des europäischen Clubeishockeys. Der A.E.H.C. gehören 87 Clubs aus 14 europäischen Landern an. Darunter sind alle 14 Club der Deutschen Eishockey Liga DEL, alle zwölf Clubs der Schweizer National League sowie zwei aus der zweitklassigen Swiss League und fünf Clubs aus Österreich.
Präsident der EHC ist Marc Lüthi, CEO des SC Bern. Vizepräsidenten sind Håkan Loob, General Manager von Färjestad BK und Jürgen Arnold, Aufsichtsratsvorsitzender des ERC Ingolstadt.